# 安貴王
安貴王（あきおう、生年不詳（一説では持統4年〔690年〕、持統8年〔694年〕もしくは和銅3年〔710年〕） - 没年不詳）は、奈良時代の皇族。名は阿貴王、阿紀王とも記される。二品・志貴皇子の孫で、春日王の子。あるいは浄大参・川島皇子の孫で、浄大肆・春日王の子。位階は従五位上。

## 経歴
養老2年（718年）2月から3月にかけての元正天皇の美濃国行幸に同行し、伊勢国を通った際に「伊勢国に幸しし時安貴王作歌」を詠む。この和歌により交際中の女性がいたことが明らかであるが、この女性は紀小鹿と比定される。
間もなく、紀小鹿との間に子息（市原王）を儲けるが、安貴王は元正天皇の采女であった因幡八上采女と通じてしまう。結局、養老年間末（721年-724年頃）に臣下と天皇に貢進された采女との密通により二人は「不敬之罪」に問われ、因幡八上采女は本郷であった因幡国へ戻された。安貴王に対する処罰内容は明らかではないが、官位剥奪・自宅謹慎程度と想定されている。
その後罪から赦されたらしく、聖武朝の神亀6年（729年）三世王の蔭位により無位から従五位下に叙爵される。ただし、木本好信は選叙令の規定に基づいて21歳を迎えて初めて受けた叙位であるとし、更に逆算すると和銅2年（709年）生まれの白壁王（後の光仁天皇）とは同世代の叔父と甥の関係にあたり、その関係が後年の市原王と白壁王の娘である能登女王（後、内親王）の婚姻に発展したとする説を唱えている。
天平5年（733年）に宴席で子息の市原王から長寿を祝う和歌を贈られているが、大森亮尚はこれを40歳の賀に伴うものとして、安貴王の生年を持統8年（694年）と想定する説を唱えている。天平17年（745年）従五位上に至る。
万葉歌人として『万葉集』に和歌作品が4首入集している。

## 官歴
『続日本紀』による。
- 神亀6年（729年） 3月4日：従五位下（直叙）
- 天平17年（745年） 正月7日：従五位上

## 系譜
- 父：春日王
- 母：不詳
- 妻：紀小鹿（紀鹿人の娘）
  - 男子：市原王
- 生母不詳の子女
  - 男子：志賀池原[12]
  - 男子：志賀嶋原[12]